# Top 12 2014/15 (Frauen)
Die Top 12 2014/15 war die 13. französische Mannschaftsmeisterschaft im Schach der Frauen.
Meister wurde der Club de Bischwiller, während der Titelverteidiger Club d’Echecs d’Annemasse vor der Saison zurückzog. Aus der Nationale I waren im Vorjahr der Club de Clichy-Echecs-92, der Club de Esbarres Bonnencontre Echecs, der Club de Echiquier Nîmois und der Club de Echiquier Tourangeau aufgestiegen. Clichy erreichte als einziger Aufsteiger den Klassenerhalt, während Bonnencontre, Nîmes und Tourangeau zusammen mit Cercle d’Echecs de Strasbourg und dem Club de L’Echiquier Naujacais direkt wieder abstiegen. Die Klasse war ausnahmsweise von 12 auf 14 Mannschaften aufgestockt worden, durch den Rückzug des Titelverteidigers Annemasse wurde der Wettbewerb jedoch nur mit 13 Mannschaften gespielt.
Zu den gemeldeten Mannschaftskadern siehe Mannschaftskader der Top 12 2014/15 (Frauen).

## Spieltermine
Die Vorrunde fand vom 7. bis 10. Mai 2015 in Montpellier statt, die Finalrunde am 27. und 28. Juni in Lyon.

## Modus
Die 13 teilnehmenden Vereine spielten in zwei Vorrundengruppen (Groupe A mit sieben, Groupe B mit sechs Mannschaften) ein einfaches Rundenturnier. Über die Platzierung entschied zunächst die Anzahl der Mannschaftspunkte (3 Punkte für einen Sieg, 2 Punkte für ein Unentschieden, 1 Punkt für eine Niederlage, 0 Punkte für eine kampflose Niederlage), anschließend der direkte Vergleich, danach die Differenz zwischen Gewinn- und Verlustpartien und letztendlich die Zahl der Gewinnpartien. Die letzten drei der Groupe A sowie die beiden letzten Groupe B stiegen in die Nationale I ab, während sich die beiden Erstplatzierten für die Finalrunde qualifizierten. Diese wurde im k.-o.-System ausgetragen, wobei auch der dritte Platz ausgespielt wurde.

## Vorrunde

### Groupe A

#### Tabelle
| Pl. | Verein                                   | Sp | G | U | V | MP | Brett-P. |
| --- | ---------------------------------------- | -- | - | - | - | -- | -------- |
| 01. | Club de Bischwiller                      | 6  | 5 | 1 | 0 | 17 | 17:2     |
| 02. | Club de Clichy-Echecs-92 (N)             | 6  | 5 | 0 | 1 | 16 | 11:6     |
| 03. | Club de Montpellier Echecs               | 6  | 4 | 1 | 1 | 15 | 15:5     |
| 04. | Cercle d’Echecs de Villepinte            | 6  | 3 | 0 | 3 | 12 | 10:8     |
| 05. | Club de L’Echiquier Naujacais            | 6  | 1 | 1 | 4 | 9  | 8:12     |
| 06. | Club de Echiquier Nîmois (N)             | 6  | 1 | 1 | 4 | 9  | 7:15     |
| 07. | Club de Esbarres Bonnencontre Echecs (N) | 6  | 0 | 0 | 6 | 6  | 0:20     |

#### Entscheidungen
|     | qualifiziert für das Halbfinale: Club de Bischwiller, Club de Clichy-Echecs-92                                              |
|     | Absteiger in die Nationale I: Club de L’Echiquier Naujacais, Club de Echiquier Nîmois, Club de Esbarres Bonnencontre Echecs |
| (N) | Aufsteiger der letzten Saison                                                                                               |

#### Kreuztabelle
| Ergebnisse | Ergebnisse                           | 01. | 02. | 03. | 04. | 05. | 06. | 07. |
| ---------- | ------------------------------------ | --- | --- | --- | --- | --- | --- | --- |
| 01.        | Club de Bischwiller                  |     | 2:0 | 2:2 | 3:0 | 3:0 | 3:0 | 4:0 |
| 02.        | Club de Clichy-Echecs-92             | 0:2 |     | 2:1 | 2:1 | 2:1 | 2:1 | 3:0 |
| 03.        | Club de Montpellier Echecs           | 2:2 | 1:2 |     | 2:0 | 3:1 | 4:0 | 3:0 |
| 04.        | Cercle d’Echecs de Villepinte        | 0:3 | 1:2 | 0:2 |     | 2:1 | 4:0 | 3:0 |
| 05.        | Club de L’Echiquier Naujacais        | 0:3 | 1:2 | 1:3 | 1:2 |     | 2:2 | 3:0 |
| 06.        | Club de Echiquier Nîmois             | 0:3 | 1:2 | 0:4 | 0:4 | 2:2 |     | 4:0 |
| 07.        | Club de Esbarres Bonnencontre Echecs | 0:4 | 0:3 | 0:3 | 0:3 | 0:3 | 0:4 |     |

### Groupe B

#### Tabelle
| Pl. | Verein                           | Sp | G | U | V | MP | Brett-P. |
| --- | -------------------------------- | -- | - | - | - | -- | -------- |
| 01. | Club de Mulhouse Philidor        | 5  | 4 | 1 | 0 | 14 | 14:3     |
| 02. | Évry Grand Roque                 | 5  | 4 | 1 | 0 | 14 | 13:3     |
| 03. | C.E.M.C. Monaco                  | 5  | 2 | 1 | 2 | 10 | 9:7      |
| 04. | La tour de Juvisy                | 5  | 2 | 1 | 2 | 10 | 9:9      |
| 05. | Cercle d’Echecs de Strasbourg    | 5  | 0 | 1 | 4 | 6  | 3:14     |
| 06. | Club de Echiquier Tourangeau (N) | 5  | 0 | 1 | 4 | 6  | 4:16     |

#### Entscheidungen
|     | qualifiziert für das Halbfinale: Club de Mulhouse Philidor, Évry Grand Roque              |
|     | Absteiger in die Nationale I: Cercle d’Echecs de Strasbourg, Club de Echiquier Tourangeau |
| (N) | Aufsteiger der letzten Saison                                                             |

#### Kreuztabelle
| Ergebnisse | Ergebnisse                    | 01. | 02. | 03. | 04. | 05. | 06. |
| ---------- | ----------------------------- | --- | --- | --- | --- | --- | --- |
| 01.        | Club de Mulhouse Philidor     |     | 1:1 | 3:1 | 3:0 | 4:0 | 3:1 |
| 02.        | Évry Grand Roque              | 1:1 |     | 2:0 | 3:1 | 3:1 | 4:0 |
| 03.        | C.E.M.C. Monaco               | 1:3 | 0:2 |     | 2:2 | 2:0 | 4:0 |
| 04.        | La tour de Juvisy             | 0:3 | 1:3 | 2:2 |     | 3:0 | 3:1 |
| 05.        | Cercle d’Echecs de Strasbourg | 0:4 | 1:3 | 0:2 | 0:3 |     | 2:2 |
| 06.        | Club de Echiquier Tourangeau  | 1:3 | 0:4 | 0:4 | 1:3 | 2:2 |     |

## Endrunde

### Übersicht
|  | Halbfinale                | Halbfinale                |                          |   | Finale | Finale |
|  |                           |                           |                          |   |        |        |
|  | Club de Bischwiller       | 2                         |                          |   |        |        |
|  | Évry Grand Roque          | 1                         |                          |   |        |        |
|  |                           |                           |                          |   |        |        |
|  |                           |                           |                          |   |        |        |
|  | Club de Bischwiller       | 2                         |                          |   |        |        |
|  |                           | Club de Mulhouse Philidor | 1                        |   |        |        |
|  |                           |                           |                          |   |        |        |
|  | Spiel um Platz drei       |                           |                          |   |        |        |
|  |                           |                           | Club de Clichy-Echecs-92 | 3 |        |        |
|  | Club de Mulhouse Philidor | 2                         | Évry Grand Roque         | 0 |        |        |
|  | Club de Clichy-Echecs-92  | 2                         |                          |   |        |        |

### Entscheidungen
|  | Französischer Mannschaftsmeister: Club de Bischwiller |

### Halbfinale
Im Halbfinale setzten sich in beiden Wettkämpfen die Sieger der Vorrunden knapp durch.

### Finale und Spiel um Platz 3
Während im Spiel um Platz 3 Clichy einen hohen Sieg erreichte, gewann Bischwiller im Finale gegen Mulhouse nur knapp.

## Die Meistermannschaft
| 1.            | Club de Bischwiller                                                        |
| Schachfiguren | Lela Dschawachischwili, Nino Maisuradze, Julie Fischer, Melissa Fesselier. |